# Goriška vas pri Škocjanu
Goriška vas pri Škocjanu este o localitate din comuna Škocjan, Slovenia, cu o populație de 59 de locuitori.